# Бел Глед Камп (Флорида)
Бел Глед Камп (енгл. Belle Glade Camp) град је у америчкој савезној држави Флорида.

## Демографија
По попису из 2000. године број становника је 1.141.
| Група             | 2000.       | 2010.    |
| Белци             | 16 (1,4%)   | 0 (0,0%) |
| Афроамериканци    | 794 (69,6%) | 0 (0,0%) |
| Азијати           | 0 (0,0%)    | 0 (0,0%) |
| Хиспаноамериканци | 270 (23,7%) | 0 (0,0%) |
| Укупно            | 1.141       | 0        |